# Ceratonykus
Ceratonykus je rod alvarezsauridního teropodního dinosaura, žijícího v období pozdní křídy na území dnešního Mongolska. Byla z něj objevena pouze fragmentární část kostry. Zajímavé je, že mozkovna tohoto druhu nevykazuje podobu mozkovně ptáků, na rozdíl od toho co o příbuznosti naznačují fylogenetické analýzy. Dalším zajímavým znakem je, že ze zápěstních kostí tohoto dinosaura čněly kostěné "ostruhy".

## Popis
Stejně jako ostatní alvarezsauridi byl i Ceratonykus relativně malým, opeřeným bipedním teropodem, představujícím pravděpodobně specializovaného hmyzožravce nebo všežravce.
Ceratonykus dosahoval délky pouhých 0,6 metru a hmotnosti kolem 1 kilogramu. Jiný odhad tělesné hmotnosti činí 262 gramů. Jiný odhad délky dospělého jedince činí 2 metry.